# Alcolea del Pinar
Pour les articles homonymes, voir Alcolea.
Alcolea del Pinar est une commune d'Espagne de la province de Guadalajara dans la communauté autonome de Castille-La Manche.

## Géographie
Alcolea del Pinar est situé au nord de la province de Guadalajara, à la limite de la province de Soria, à 78 kilomètres de la capitale provinciale. Son altitude va de 1203 mètres à 1218 m. Elle est traversée par l'autoroute A-2 (pK 136) qui sert de passage naturel à travers la Sierra Ministra, séparant le bassin du Tage de ceux du Douro et de l’Èbre.
| Estriégana, Sigüenza | Medinaceli           | Anguita  |
| Saúca                | Alcolea del Pinar    | Luzaga   |
| Torremocha del Campo | Torremocha del Campo | Abánades |

## Démographie
| 1991 |  | 1996 |  | 2001 |  | 2004 |  | 2013 |  | 2014 |  | 2015 |  | 2016 |  | 2018 |  | 2020 |
| ---- |  | ---- |  | ---- |  | ---- |  | ---- |  | ---- |  | ---- |  | ---- |  | ---- |  | ---- |
| 478  |  | 409  |  | 363  |  | 406  |  | 377  |  | 348  |  | 343  |  | 336  |  | 321  |  | 327  |

### Population environnante
| Village / hameau      | Habitants (2015) |
| --------------------- | ---------------- |
| Alcolea del Pinar     | 252              |
| Cortes de Tajuña      | 19               |
| Garbajosa             | 11               |
| Tortonda              | 28               |
| Villaverde del Ducado | 33               |

## Communications
Alcolea del Pinar est situé au kilomètre 135 de l'autoroute entre Guadalajara et Saragosse. A présent, la nouvelle ligne ferroviaire à grande vitesse entre Madrid et Barcelone passe juste à côté de la ville, parallèlement à l’autoroute A-2.

## Lieux intéressants
- Église paroissiale Notre-Dame du Rosaire, du XIXe siècle.
- Casa de Piedra, maison creusée dans une roche de grès faite par Lino Bueno, au début du XXe siècle.
- Musée du ciment, avec sculptures en ciment et fer par Maximo Rojo.
- Galerie d’art Antonio García Perdices.